# Korean Register of Shipping

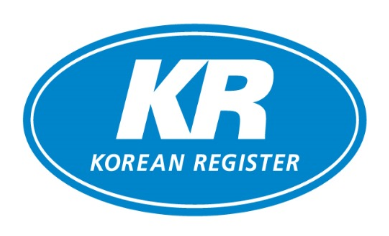
Logo Korean Register of Shipping.

Korean Register of Shipping (KR) – południowokoreańskie towarzystwo klasyfikacyjne z siedzibą centrali w Daejeon, powstałe w 1960 roku. 
W listopadzie 2004 KR nadzorowało 2075 statków o łącznej tonażu 22 030 052 BRT. 
Korean Register of Shipping od 1988 roku jest członkiem IACS.
Struktura właścicielska nadzorowanej przez KR floty1:
- 56% - Panama
- 34% - Korea
- 10% - Inne

Typy statków nadzorowanej przez KR floty1:
- 64% - towarowe
- 31% - tankowce
- 1,3% - pasażerskie
- 1,2% - barki
- 1,0% - statki rybackie

1 - % całkowitego tonażu floty (stan na koniec roku 2004)